# Белфуђито (Милано)
Белфуђито је насеље у Италији у округу Милано, региону Ломбардија.
Према процени из 2011. у насељу је живело 47 становника. Насеље се налази на надморској висини од 71 м.